# Milica Antić Gaber
Milica Antić Gaber (Peć, 6 de mayo de 1958) es una socióloga, profesora e investigadora eslovena. Su trabajo profesional se centra en los estudios de la mujer y teorías feministas. Sobre todo se interesa por el aspecto del género relacionado con la desigualdad en el trato, violencia, educación y posición en la política. A través de su aportación teórica defiende los derechos humanos de los grupos sociales que sufren más discriminación y la participación política de las mujeres. Desde el año 1998 trabaja como profesora en el Departamento de Sociología de la Facultad de Letras de la Universidad de Liubliana. También forma parte de la presidencia de la Sociedad Sociológica Eslovena.

## Trayectoria personal y profesional
Su educación empezó en Jesenice, donde terminó el bachillerato en el año 1977. A continuación se matriculó en la Facultad de Sociología, Ciencias Políticas y Periodismo (esloveno: Fakulteta za sociologijo, politične vede in novinarstvo (FSPN)) en Universidad de Liubliana donde se graduó en el año 1982. Ya en los años estudiantiles había participado en bastantes investigaciones bajo la dirección de sus profesores y con esto ganó aptitudes para realizarlas después por su propia cuenta. Además, también participó activamente como periodista en Radio Jesenice y también formaba parte de la sección política en la estación de radio estudiantil (esloveno: Radio Študent) en Liubliana. Empezó su participación académica como investigadora en el Instituto de la Paz y también en el Departamento de Sociología donde su función era jefa de los proyectos de investigación. En esta misma facultad también terminó el máster en el año 1994, con el trabajo titulado Entrando/Dejando a la otra mitad de la humanidad en el campo de la política. Al año siguiente fundó, junto con Eva D. Bahovec, la revista Delta y formó parte de su junta editorial. Se trata de la primera revista eslovena que cubre temas sobre las teorías feministas y estudios femeninos. En el año 1998, hizo el doctorado en la Facultad de Filosofía y Letras de Liubliana, con una tesis sobre qué factores influyen en la inclusión femenina en la vida política.

### Trabajo
Su primer trabajo como profesora era en el Instituto para tráfico y telecomunicación en Liubliana donde enseñaba varias asignaturas de ciencias sociales. Entre los años 1992 y 1995 fue profesora en el instituto de Škofja Loka.  Asimismo, impartió clases también en Institutum Studiorum Humanitatis en Liubliana. Tras realizar investigaciones en la Facultad de Filosofía y Letras en Liubliana se convirtió en profesora asistente de Sociología de la Cultura en el año 1995. Desde 1998 trabaja como profesora en el Departamento de Sociología en los estudios de grado y de máster. Entre 2003 y 2007 fue directora del Departamento de Sociología. Además, en el año 2009 fue elegida profesora titular de esta misma facultad. Es una de los fundadores del primer programa interdisciplinario de estudios de postgrado sobre Estudios de la Mujer y Teoría Feminista en la Facultad de Filosofía y Letras.
Además de su trabajo como profesora, también ha participado en edición de varias revistas eslovenas, como por ejemplo Discusiones sociales (en esloveno: Družboslovne razprave) donde colaboró entre los años 2006 y 2009 y desde 2011 hasta actualidad. Fue cofundadora y coeditora de la revista Arts e Humanitas entre 2007 y 2011. Hoy en día sigue participando en la edición de la revista Teoría y práctica (en esloveno: Teorija in praksa).
Desde el año 2010 hasta 2017 fue presidenta de la Sociedad Sociólogica Eslovena; sin embargo, en los años anteriores (2001-2007) fue su vicepresidenta. Asimismo, cabe destacar que desde el año 2007 existe la sección para el género y sociedad dentro de la Sociedad Sociológica Eslovena, que fue estableciada gracias a la iniciativa de Milica Antić Gaber. También ha colaborado en varias conferencias y proyectos. 
Dirigió el proyecto nacional de investigación Coordinación de la vida privada y profesional como un obstáculo para la mayor presencia de mujeres en la política (2008-2012), y actualmente realiza una investigación exhaustiva sobre Estructura de género en la sociedad eslovena moderna y la posición del género en la política.
A partir del año 2015 es miembro de Consejo de Expertos para la Igualdad de Género del Ministerio de Trabajo, Familia, Asuntos Sociales e Igualdad de Oportunidades.

### Trayectoria fuera de su país
Por otro lado, cabe destacar también su trabajo como profesora e investigadora en las universidades y otras instituciones europeas. Por ejemplo, trabajó como profesora en la Universidad Centroeuropea de Budapest, en el Birkbeck College de la Universidad de Londres, en el centro Inter-University de Dubrovnik y dio clases también en el Centro de Estudios de la Mujer de Belgrado. A partir del año 2014 es profesora visitante en la Universidad de Novi Sad. 
Al mismo tiempo, es también muy activa en el ámbito investigador europeo. Formó parte de distintas redes que investigaron la posición de las mujeres en la política como por ejemplo, Consorcio Europeo de Investigación Política (ECPR) y Asociación Sociológica Europea (ESA). Tomó parte en el proyecto de observación del feminicidio en Europa dentro del programa Cooperación Europea en Ciencia y Tecnología (COST). Igualmente es miembro del foro del Instituto Europeo para la Igualdad de Género (EIGE) con sede en Vilna. Además fue también coordinadora del proyecto internacional de la Comisión Europea Medios para hacer cumplir las directivas europeas sobre violencia contra las mujeres, adolescentes y niños, buenas prácticas y recomendaciones. Actualmente también colabora en proyectos que se basan en exploración de los obstáculos con las que se enfrentan las mujeres en la política y en la búsqueda de las soluciones de este problema, por ejemplo, el proyecto OPENN.

## Publicaciones
Entre sus publicaciones podemos destacar: 
- Ženske v parlamentu (Las mujeres en el parlamento), 1998.[9]
- Women in Parliamentary Politics; Hungarian and Slovene Cases Compared, 2003 (junto con Gabriella Ilonszki).[10]
- Zahtevna razmerja: spol, strukturne ovire in priložnosti (Relaciones exigentes: género, barreras estructurales y oportunidades), 2015.[11][12]
- Onkraj binarnosti in dihotomij (Más allá del binario y la dicotomía).[13]
- Violence in the EU examined: policies on violence against women, children and youth in 2004 EU accession countries, 17–29 (2009).[1]
- What difference do female deputies make in the Slovene Parliament? en: Women in power in post-communist parliaments, 93–110 (Washington, 2009).[1]